# Дворец патриархии (Бухарест)
Дворец патриархии (рум. Palatul Patriarhiei) — здание в столице Румынии Бухаресте на Митрополичьем холме, ранее служившее местом собрания парламента, а ныне принадлежащее Румынской православной церкви. В его ансамбль входят также резиденция патриарха Румынского и патриарший собор святых равноапостольных Константина и Елены.

## История
Палата депутатов существовала на месте нынешнего здания дворца и митрополии Валахии уже во второй половине XIX века. Однако дворец в неоклассическом стиле, ставший патриаршим, появился в 1906—1908 годах. Его архитектором стал Димитрие Маймаролу.
Дворец стал первым в стране железобетонным зданием. Самым важным изменением, внесённым в его конструкцию в XX веке, была замена купола, рухнувшего во время землетрясения в 1940 году.
Великое национальное собрание Румынской народной республики продолжало использовать дворец до 1989 года, когда коммунистический режим в стране был свергнут.

## Передача здания церкви
После 1989 года парламент Румынии переехал во Дворец парламента (бывший Дом народа). В это же время было принято решение передать Румынской православной церкви освободившееся здание в качестве компенсации за гонения, которым Церковь подверглась в XX веке. Румынская церковь использует здание с 1996 года, а в 2010 году оно перешло в собственность Румынского патриархата.
В 2013—2016 годах дворец реставрировался, после чего патриарх Румынский Даниил освятил здание.
Патриарх Московский и всея Руси Кирилл, прибывший в Бухарест на празднование Года памяти защитников Православия при богоборческом строе в Румынии, посетил Патриарший дворец в октябре 2017 года. Он провёл там переговоры с патриархом Даниилом и передал Румынской церкви частицу мощей Серафима Саровского.
В 2019 году во время апостольского визита в Румынию дворец посетил папа римский Франциск.